# Ламбеський землетрус
Ламбе́ський землетрус (фр. Séisme de Lambesc) стався 11 червня 1909 року у французькому Провансі. Це найсильніший землетрус в історії Франції, руйнівна сила якого становила 6 балів за шкалою Ріхтера.
У загальному рахунку загинуло 46 людей, близько 250 були поранені, понад 2000 будівель були зруйновані.
Від землетрусу найбільше постраждали комуни Салон-де-Прованс, Вернег, Ламбеск, Сен-Канна і Ронь.
14 людей загинуло у місті Ронь, яке було зруйноване майже наполовину, особливо постраждали будинки, які були розташовані на схилі пагорба Ле Фусса {Le Foussa). Постраждалих, які залишились без житла, поселили в наметах на пагорбі Ле Девен (Le devin) та в сусідній початковій школі. Головний поштовх відбувся о 9:15 вечора. Якщо б землетрус відбувся на годину пізніше, коли більше людей було б у ліжку, то кількість жертв була би значно більшою.
Замок і більшість будинків у Вернезі були знищені. Дві людини померли у селі, яке пізніше було відбудоване значно нижче.